# أود غليديتش جونيور
أود غليديتش جونيور هو شخصية أعمال ومهندس نرويجي، ولد في 16 مايو 1929.